# Bartos Ági
Bartos Ági (1993 –) magyar színésznő, bábművész.

## Életpályája
1993-ban született. Érettségi után a Nemes Nagy Ágnes Művészeti Szakgimnáziumban tanult. 2017-2022 között a Színház- és Filmművészeti Egyetemen tanult, Meczner János és Ellinger Edina osztályában. 2022-2023 között szabadúszó volt, majd 2023-tól a tatabányai Jászai Mari Színház tagja.

## Színházi szerepei
Jászai Mari Színház
- Hóhérok (2023) … Shirley
- Polgárpukkantó (2023) … Geraldine Barclay
- Nem félünk a farkastól (2023) … Honey
- Kasimir és Karoline (2023)  … Karoline[5]
- Részegek (2022) Rosa
- Jógyerekek képeskönyve (2022) … Struwel Konrád
- Illatszertár (2022) … Rátz kisasszony

Egyéb
- Ki ölte meg az apámat (FÜGE Produkció és ESZME Egyesület előadása, 2023)

## Filmes és televíziós szerepei
- Seveled (2019) ...Saci barátnője
- Drága örökösök ...Nővér
- Hazatalálsz (2024) ...Fiatal Lantos Kornélia